# Avenida Pajaritos
La avenida Los Pajaritos es la principal del sector surponiente de Santiago en Chile. Posee 9,6 kilómetros de largo, y es la continuación natural hacia el surponiente de la Avenida Libertador General Bernardo O'Higgins, que es también conocida como la Alameda por su antiguo nombre de Alameda de las Delicias, y se extiende desde la intersección con la calle Aeropuerto, en la comuna de Estación Central, hasta la Avenida Camino a Melipilla, en la comuna de Maipú. De este último municipio, Los Pajaritos es su avenida principal.

## Origen etimológico
El origen del nombre de la avenida se remonta a los tiempos de la Colonia, en el cual existía un camino rural hacia las haciendas y chacras ubicadas al poniente de la ciudad de Santiago, donde transitaban carretones cargados de semillas, generalmente trigo. Por efectos de los baches del camino, estas semillas caían y los «pajaritos» que estaban cerca del camino bajaban a comer aquellas semillas. Como era común ver este escenario en aquel camino, fue motivo suficiente para que desde el siglo XVIII ese camino rural, hoy la actual avenida, sea bautizada como «Los Pajaritos».[cita requerida]

### Otros nombres

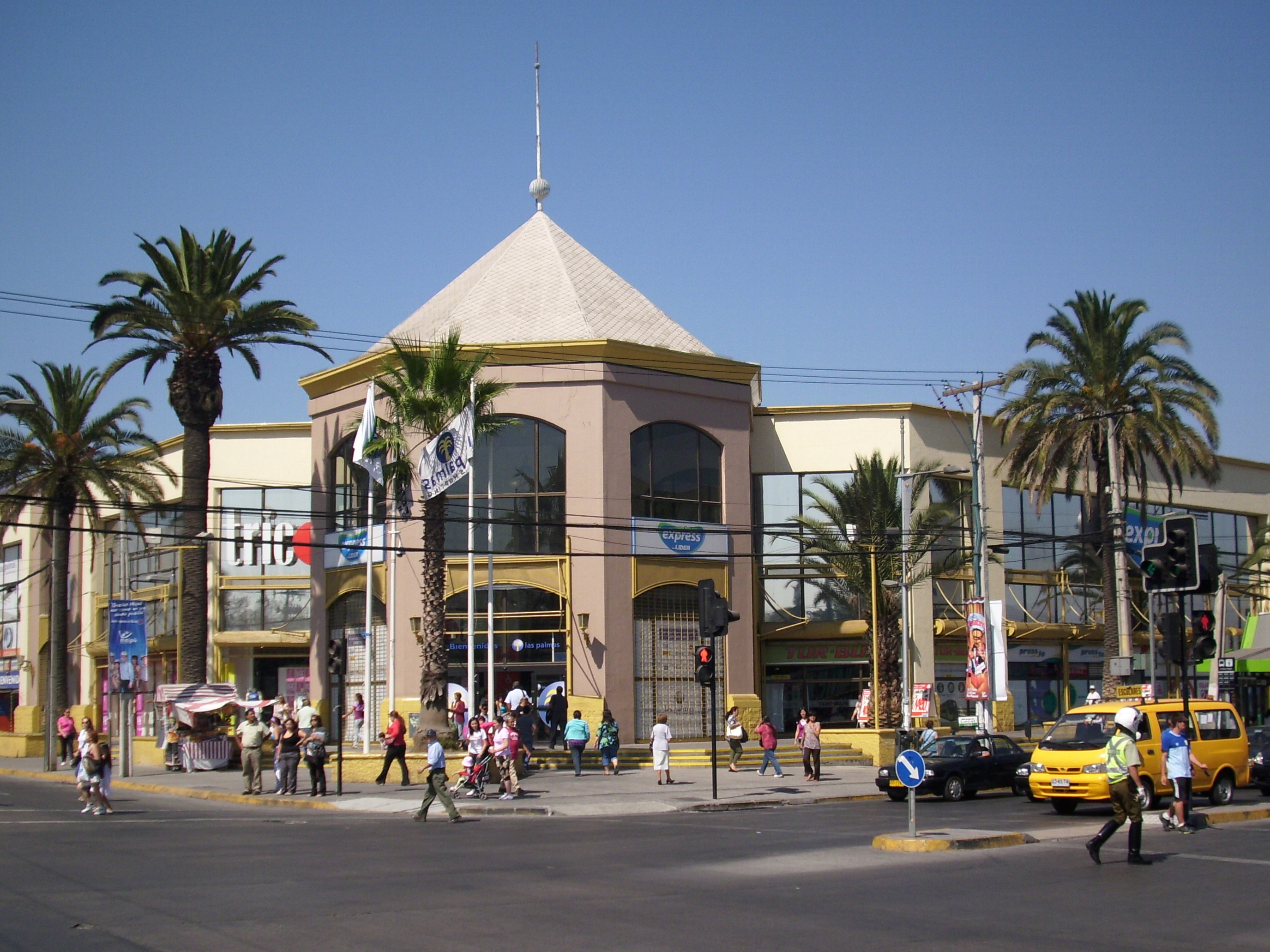
El cruce de las avenidas Pajaritos y 5 de abril en la Plaza de Maipú. Allí se concentra gran parte del comercio y los servicios de la comuna.

La avenida también ha adoptado otros nombres como Avenida Ramón Freire, en homenaje al ex presidente de Chile. Sin embargo, la costumbre popular no permitió que la idea prosperara. Hasta la década del 2000, la municipalidad de Maipú resolvió retomar el nombre original de la arteria. Por su parte, en la comuna de Estación Central, la situación se mantuvo hasta el mes de agosto del año 2005, cuando el nombre de la avenida fue cambiado a Avenida Gladys Marín, en homenaje a la reconocida dirigente del Partido Comunista de Chile, fallecida en marzo de aquel año, decisión que no estuvo exenta de polémica. La única parte de la avenida que conserva aún el nombre del General Freire, son cinco cuadras de la calzada norte entre Avenida Las Torres y Avenida Teniente Cruz, las cuales pertenecen a la comuna de Pudahuel.

## Tramos por comunas

### Pudahuel: Av. Ramón Freire
Son pocas cuadras por el lado norte de la avenida, desde Las Torres hasta avenida Teniente Cruz. En dicho sector se pueden observar casas, una farmacia Ahumada y un McDonald's. Además en la intersección de Teniente Cruz con avenida Pajaritos, donde la nueva Línea 5 del Metro hacia Maipú se desvía por dicha arteria llegando hasta avenida San Pablo en la comuna de Pudahuel.

### Estación Central: Av. Gladys Marín
La porción de la avenida en esta comuna va desde la intersección con la calle Aeropuerto en la calzada Sur (donde se ubica la Escuela de Investigaciones Policiales de la Policía de Investigaciones), hasta la intersección con Avenida Las Torres en la calzada norte y con Avenida Santa Corina por la calzada sur. En el inicio del tramo se puede apreciar desde ya el corredor de buses construido durante el año 2005 en el marco de la implementación del plan Transantiago con la infraestructura reglamentaria, junto con una ciclovía en uno de sus bandejones. 
El barrio es por el lado norte mayoritariamente residencial y se exceptuaba el terreno que pertenecía a la Escuela de Equitación de Carabineros de Chile, aunque esos terrenos fueron destinados para conjuntos habitacionales para los uniformados. Por el lado sur la actividad es industrial.

### Maipú: Av. Pajaritos

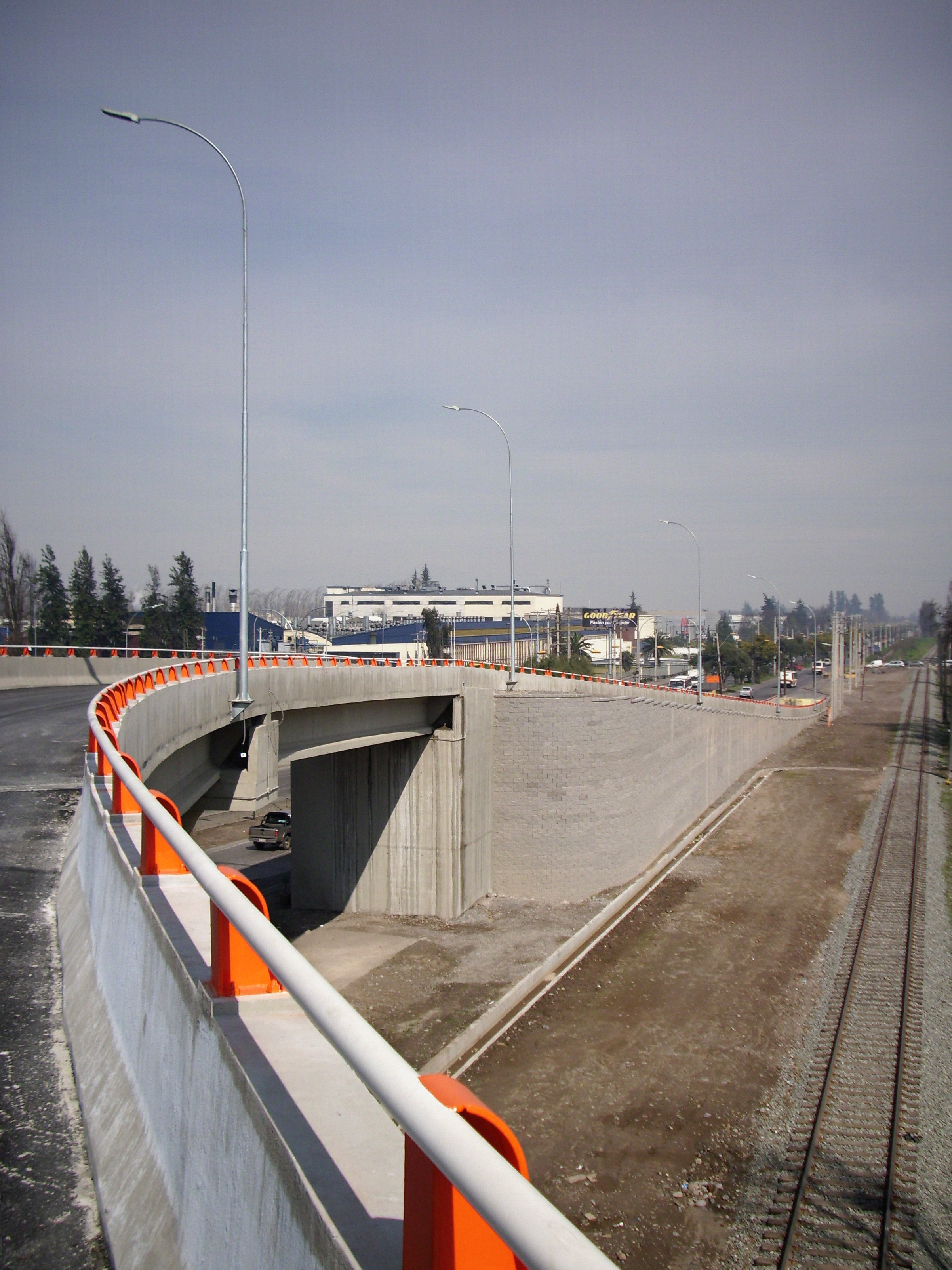
El cruce de Av. Pajaritos con Av. Camino a Melipilla, en Maipú. Fotografía del 25 de agosto de 2009, cuando aún no estaba abierta al tránsito vehicular.

Comienza en la avenida Santa Corina (en el sector del Nuevo Barrio Oriente en el paradero 7) en la comuna de Maipú. Siguiendo la ruta se encuentran dos columnas que dan la bienvenida al municipio y la avenida se comienza a rodear de villas de casas de clase media. En ese sector se ubican distintos supermercados Líder y Santa Isabel. Esto se mantiene hasta cuando uno se aproxima a la avenida Américo Vespucio (ex paradero 14) y las conexiones con las autopistas urbanas Vespucio Norte Express y Vespucio Sur empalmando con el Aeropuerto Internacional Arturo Merino Benítez, el Mall Arauco Maipú y la Autopista del Sol a San Antonio. La arteria se divide en dos para dejar en el centro la Estación Intermodal del Sol de la Línea 5 del Metro de Santiago y cruza el Zanjón de la Aguada
La avenida realiza una curva hacia el sur, cambiando la orientación de las calzadas. En la ubicada al oriente solo se aprecian áreas agrícolas y en la poniente casas. Más adelante, luego de cruzar sobre el túnel de la Autopista del Sol, en la esquina con avenida La Farfana, está la casa del fundo Las Rosas, la cual es Monumento Nacional. Frente a esta se aprecia el cerro Primo de Rivera, popularmente llamado Cerro 15 por encontrarse en el ex Paradero 15 de la avenida. Las calzadas se angostan, solo 2 a 3 pistas compartidas, y la utilización de los terrenos ya es más comercial, acrecentándose en las cercanías del centro de Maipú. Esta parte de la avenida se caracteriza por los añosos árboles que hace más de 50 años mandara a plantar una alcaldesa suplente de la comuna, en el bandejón central de la avenida.[cita requerida] A inicios del siglo XX circuló en el tramo entre 5 de abril y el camino a Melipilla (específicamente hasta la estación de trenes) el Ferrocarril Urbano de Maipú, un tranvía de tracción animal.
Después de pasar el Monumento a los Vencedores de los vencedores de Bailén, ubicado en la esquina con calle Maipú, se avanza un par de cuadras y se llega a la Plaza de Armas de Maipú, en la intersección con Avenida 5 de abril, un punto neurálgico donde se reparten la mayoría de los viajes de la población hacia los distintos sectores de la comuna y de otras del Gran Santiago. Después de pasar la Plaza de Maipú, la avenida solo tenía un sentido, en dirección hacia Camino a Melipilla (hasta el 12 de agosto de 2009, cuando se inauguró el corredor entre 5 de abril y Camino a Melipilla). Su opuesto se suplía con la avenida Alberto Llona, una cuadra al oriente de Pajaritos.
Se sigue avanzando y ya comienza a disminuir la intensidad comercial del barrio, cuando ya se pasa el sector donde funciona la Molinera San Cristóbal, comienzan nuevamente a apreciarse casas y barrios residenciales. Esto se mantiene hasta poco antes de acabar la avenida, cuando se cruza la línea férrea y se llega al nombrado Nudo Vial Pajaritos-Camino a Melipilla, que parte como un viaducto desde la intersección con la Avenida Nueva San Martín, hasta cruzar sobre la Avenida Camino a Melipilla y rematar en la calle Santa Marta. Aquí se destaca el restaurante El Chancho con Chaleco.

## Lista de paraderos

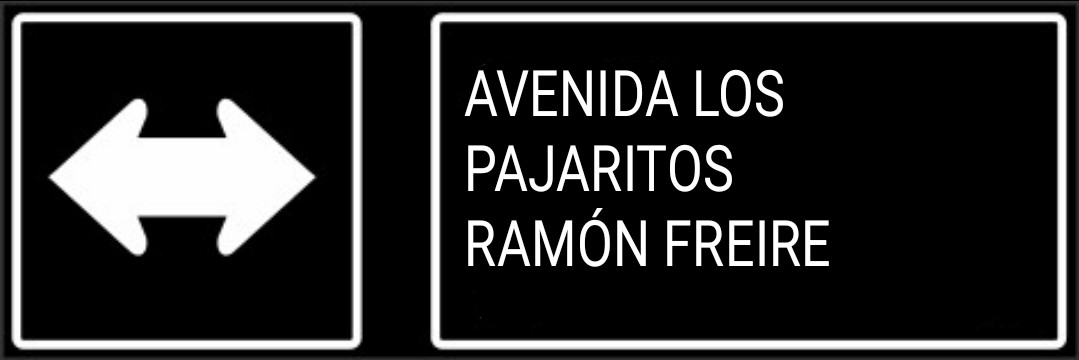
Señalética vial de Pajaritos.

| Número | Intersección                            |
| ------ | --------------------------------------- |
| 4      | Manuel Rivas Vicuña                     |
| 5      | Vista Hermosa/Neptuno                   |
| 5½     | Del Parque                              |
| 6      | Curacaví                                |
| 7      | Avenida Las Torres                      |
| 7½     | Santa Corina                            |
| 8      | Teniente Cruz                           |
| 9      | Arquitecto Hugo Bravo                   |
| 10     | Las Parcelas - Santa Rosa               |
| 11     | Monte Tabor - Providencia               |
| 12     | Escritor Jorge Inostroza                |
| 13     | Américo Vespucio - EIM Del Sol          |
| 14     | Zanjón de la Aguada - Casona La Farfana |
| 15     | Santiago Bueras - Avenida Argentina     |
| 16     | Av. Central Alberto Pérez Llona         |
| 17     | Avenida Chile                           |
| 18     | Avenida 5 de Abril - Plaza de Maipú     |
| 19     | Avenida Portales - Avenida 4 Álamos     |
| 20     | Avenida Nueva San Martín                |
| 21     | Camino a Melipilla                      |